# Myopa
Podścianka, ślepotka (Myopa) – rodzaj muchówek z rodziny wyślepkowatych.
Muchówki o ciele długości od 3,5 do 11 mm. Ich duża głowa zaopatrzona jest dość małe oczy złożone, trzy przyoczka, silnie wykształcone policzki i silnie wykształcone, czarno lub brunatno nakrapiane zapoliczki. Długość policzków jest nie mniejsza niż długość oczu złożonych. Twarz ma słabo rozwinięty lub całkiem zanikły wzgórek twarzowy, a jej powierzchnia jest zwykle opylona i żółtobiało ubarwiona. Aparat gębowy cechuje się długim, wąskim, załamanym u nasady i w części środkowej ryjkiem oraz małymi i cienkimi głaszczkami. Arista czułków osadzona jest na grzbietowej powierzchni ich trzeciego członu. Tułów ma duże i dobrze widoczne przetchlinki oraz tarczkę opatrzoną szczecinkami. Skrzydła mogą być przejrzyste lub brązowo plamkowane. Dobrze wykształcone przezmianki zwykle mają żółty kolor. Odnóża są silnej budowy, zaopatrzone w przylgi i pazurki. Odwłok jest krótszy od skrzydeł, spłaszczony grzbietobrzusznie, z tyłu nieco rozszerzony.
Larwy podścianek są pasożytami os i pszczół, m.in. pszczolinek, kornutek, lepiarek i trzmieli.
Należą tu gatunki:

- Myopa argentata Stuke, 2005
- Myopa bella Krober, 1916
- Myopa bohartorum Camras, 1953
- Myopa buccata (Linnaeus, 1758)
- Myopa castanea (Bigot, 1887)
- Myopa chuncheonensi Stuke & Maeta, 2002
- Myopa chusanensis Ouchi, 1939
- Myopa cincta Fabricius, 1794
- Myopa cingulata Fabricius, 1794
- Myopa clausa Loew, 1866
- Myopa clausseni Stuke & Clements, 2008
- Myopa confusa Stuke, 2004
- Myopa curta Krober, 1916
- Myopa curticornis Kröber, 1916
- Myopa curtirostris Kröber, 1916
- Myopa dorsalis Fabricius, 1794
- Myopa extricata Collin, 1960
- Myopa fasciata Meigen, 1804
- Myopa fenestrata Coquillett, 1902
- Myopa flavopilosa Kröber, 1916
- Myopa florea (Robineau-Desvoidy, 1853)
- Myopa hirsuta Stuke & Clements, 2008
- Myopa longipilis Banks, 1916
- Myopa maculata Macquart, 1835
- Myopa maetai Stuke, 2003
- Myopa melanderi Banks, 1916
- Myopa metallica Camras, 1992
- Myopa minor Strobl, 1906
- Myopa mixta Frey, 1958
- Myopa morio Meigen, 1804
- Myopa nigrita Wiedemann, 1824
- Myopa nigriventris Brunetti, 1923
- Myopa occulta Wiedemann in Meigen, 1824
- Myopa ornata Krober, 1940
- Myopa palliceps (Bigot, 1887)
- Myopa pallida Krober, 1916
- Myopa perplexa Camras, 1953
- Myopa picta Panzer, 1798
- Myopa plebeia Williston, 1885
- Myopa polystigma Róndani, 1857
- Myopa pulchra Coquillett, 1902
- Myopa punctum Rondani, 1857
- Myopa rubida (Bigot, 1887)
- Myopa scutellaris Olivier, 1811
- Myopa sinensis Chen, 1939
- Myopa stigma Meigen, 1824
- Myopa tessellatipennis Motschulsky, 1859
- Myopa testacea (Linnaeus, 1767)
- Myopa varians Banks, 1916
- Myopa variegata Meigen, 1804
- Myopa vaulogeri Seguy, 1930
- Myopa vesiculosa Say, 1823
- Myopa vicaria Walker, 1849
- Myopa virginica Banks, 1916
- Myopa willistoni Banks, 1916